# Hailey
Hailey er en amerikansk by og administrativt centrum for det amerikanske county Blaine County, i staten Idaho. I 2000 havde byen et indbyggertal på 6.200.

## Ekstern henvisning
- Haileys hjemmeside (engelsk)

43°30′54″N 114°18′22″V / 43.515°N 114.306°V